# Ancylosoma substratella
Ancylosoma substratella är en fjärilsart som beskrevs av Hugo Theodor Christoph 1877. Ancylosoma substratella ingår i släktet Ancylosoma och familjen mott. Inga underarter finns listade i Catalogue of Life.